# راديو إيران
راديو إيران (الفارسية: رادیو ایران) هي أقدم إذاعة في إيران. أُنشئت بأمر من رضا بهلوي في قصر "كلاه فرنگي" تحت إشراف وزارة الحرب عام 1940. وهي مملوكة وتُدار من قبل إذاعة جمهورية إيران الإسلامية المملوكة للدولة.

## التاريخ
في عام 1924، جرى التحضير لاستخدام الاتصالات اللاسلكية في وزارة الدفاع وإسناد القوات المسلحة (إيران). وفي عام 1926، أُدخل اللاسلكي إلى إيران. ومنذ عام 1932، تم تطوير مؤسسات لاسلكية أدت في النهاية إلى إنشاء الراديو. وفي 2 أكتوبر 1934، وافق مجلس وزراء إيران على استخدام الراديو، ووُضعت لوائح تلزم بالحصول على إذن من وزارة البريد والبرق والهاتف لتركيب الهوائيات واستخدام أجهزة الراديو. في عام 1937، أعدت وزارة البريد والبرق والهاتف التمهيدات اللازمة لإنشاء مركز إذاعي، وأعقب ذلك تأسيس "منظمة تنمية الأفكار". وبعد تأخيرات متكررة، أرسلت الشركة الألمانية تلفنكن أول مولدات ومعدات إرسال موجات الراديو في عام 1939. في 4 مايو 1940، تم افتتاح أول مرسل إذاعي في إيران في موقع الإرسال اللاسلكي على الطريق القديم لشيميران (الذي أصبح لاحقًا مقر وزارة الاتصالات). ومنذ عام 1940، كانت إذاعة طهران تبث برامج لمدة 8 ساعات فقط يوميًا، شملت الأخبار والموسيقى الإيرانية والأحاديث الدينية والثقافية والجغرافية والتاريخية. وفي عام 1943، أُضيف قسم جديد للبرامج الصباحية بمقدار ثلاث ساعات. وفي عام 1945، بدأ بث برامج خاصة بالمناسبات.

### بعد الثورة
بعد ثورة 1979، تغير اسم الإذاعة إلى "صوت جمهورية إيران الإسلامية". لكن في عام 2003، استُعيد الاسم القديم "راديو إيران". وفي نوفمبر 2015، بدأت إذاعة إيران البث المشترك مع إذاعات آوا، والقرآن، وجوان، والمعارف، ضمن صيغة "راديو نما" (إذاعة مرئية).

## التقنية
عند تأسيسها، كانت إذاعة طهران تمتلك جهازي إرسال: أحدهما موجة متوسطة، والآخر موجة قصيرة. وكانت تستخدم استوديو في موقع مكتب اللاسلكي لبث برامجها. وفي عام 1948، زُودت الإذاعة بجهاز إرسال، وبُني استوديو صغير في ساحة الأرج لبث الأخبار. وفي عام 1957، تغير اسم "إذاعة طهران" إلى "راديو إيران"، ولاحقًا بدأ العمل بجهاز إرسال ثانٍ باسم راديو طهران، وكان يبث الموسيقى فقط في بداياته. وفي عام 1967، بدأت إذاعة إيران البث بتقنية بث إذاعي بتضمين التردد وصوت FM ستيريو.